# Atletica leggera agli XI Giochi panafricani - Lancio del disco maschile
Il concorso del lancio del disco maschile agli XI Giochi panafricani si è svolto il 13 settembre 2015 allo Stade Municipal de Kintélé di Brazzaville, nella Repubblica del Congo.
La gara è stata vinta dal sudafricano Russell Tucker.

## Podio
| Oro     | Russell Tucker Sudafrica     |
| Argento | Essohounamondom Tchalim Togo |
| Bronzo  | Franck Elemba Rep. del Congo |

## Programma
| Data              | Ora | Evento |
| ----------------- | --- | ------ |
| 13 settembre 2015 |     | Finale |

## Risultati

### Finale
| Class   | Atleta                  | Nazione        | #1    | #2    | #3    | #4    | #5    | #6    | Risultati | Note             |
| ------- | ----------------------- | -------------- | ----- | ----- | ----- | ----- | ----- | ----- | --------- | ---------------- |
| Oro     | Russell Tucker          | Sudafrica      | 59.13 | 53.86 | 58.13 | 60.41 | 59.32 | 59.00 | 60.41     |                  |
| Argento | Essohounamondom Tchalim | Togo           | 52.72 | 51.86 | x     | 50.88 | x     | 42.28 | 52.72     | Record nazionale |
| Bronzo  | Franck Elemba           | Rep. del Congo | 46.87 | 47.62 | 50.30 | 45.42 | 48.22 | 48.18 | 50.30     |                  |
| 4       | Timothée Lingani        | Burkina Faso   | x     | 47.48 | 47.44 | x     | 47.54 | x     | 47.54     | Record nazionale |